# 祁门站
祁门站，位于中华人民共和国安徽省黄山市祁门县祁山镇高明村，是皖赣铁路上的火车站。车站于1981年5月31日启用，1982年9月16日随皖赣铁路通车而正式投入运营，1984年6月开办货运业务，由上海铁路局管辖:34,284。
目前本站只有一对来往黄山和倒湖的通勤列车停靠，供车站及沿线铁路职工使用。2020年前，车站曾有K33/K34次列车/K45/46次列车停靠。

## 车站结构

### 站房
祁门站站房总面积1116平方米，为徽派建筑。其中售票室面积40平方米，行包房70平方米。候车室位于站房中部，面积600平方米，可容纳400名旅客:282:75。

### 站场
祁门站设有4条到发线，2座站台，其中1站台设有雨棚覆盖。车站货场设有3座仓库:282、2条货物线:75。
| 站房     | 售票处、候车室、行包房 |
| 侧式站台 |                        |
| 1站台    | 皖赣铁路旅客列车       |
| 正线     | 皖赣铁路 通过列车      |
| 岛式站台 |                        |
| 侧线     | 皖赣铁路列车           |
| 侧线     | 皖赣铁路列车           |

## 車站周邊
- 祁门县粮食局
- 平安医院
- 祁门县社会公用汽车站
- 祁山镇人民政府